# Роберто Ирањета
Роберто Луис Ирањета (21. март 1915. — 30. новембар 1993) био је  аргентински фудбалски нападач који је играо за Аргентину на Светском првенству у фудбалу 1934.